# 血と砂 (1989年の映画)
『血と砂』は、1989年のスペイン映画。恋愛映画。

## あらすじ
ホアン・ガイヤルドは、目指していた闘牛士になり、カルメンと結婚するが、魔性の女ドンナ・ソルに心を奪われ、破滅する。 

## 出演者
- ホアン・ガイヤルド - クリストファー・ライデル（江原正士）
- カルメン - アナ・トレント（相沢恵子）
- ドンナ・ソル - シャロン・ストーン（高島雅羅）